# عارف دليلة
عارف دليلة ولد في اللاذقية عام 1942، مفكر اقتصادي وسياسي عربي، شغل منصب عميد كلية الاقتصاد في جامعة حلب، وحاضر في جامعات عربية وعمل مستشارا اقتصاديا في الكويت بين 1981-1986 (المعهد العربي للتخطيط ثم وزارة الصناعة والنفط الكويتية)، كتب في الاقتصاد والسياسة.
شارك في المطالبة بالحريات والإصلاح عام 1980م، وعزل من الخدمة على خلفية مواقفه الفكرية الاقتصادية والسياسية. يعمل حاليا كبير الباحثين الاقتصاديين في «مركز الشرق للأبحاث» في الإمارات.

## سيرته
ولد عارف دليلة في اللاذقية عام 1942، تخرَّج في كلية التجارة بجامعة دمشق عام 1967، ثم حصل على دكتوراه في الاقتصاد من جامعة موسكو (لومانوسوف) عام 1972. عمل دليلة مدرساً في جامعة حلب ثم عميداً لكلية الاقتصاد في جامعة حلب من عام 1972 حتى 1981 حين عزل لأنه كان على رأس المطالبين بالحريات والإصلاح عام 1980-1981م.
ثم مستشارًا اقتصاديًا في الكويت بين 1981-1986، ثم أستاذًا للاقتصاد في جامعة دمشق من عام 1986 حتى صرف من الخدمة في 28/03/1998 على خلفية بحوثه ومحاضراته وكتبه ومقالاته الاقتصادية والسياسية. وقد ركزت أعماله عموماً وعلى مدى ثلاثين عامًا في موضوعات الاقتصاد الدولي والعربي مع التركيز على مشكلات التنمية الاقتصادية والاجتماعية في سورية وبالأخص على الإدارة الاقتصادية الوطنية والعدالة الاجتماعية والحكم الرشيد والكشف عن الفساد ومكافحته، وجاء صرفه من الخدمة عام 1998 بعد محاضرة ألقاها في مقر اتحاد الكتاب العرب بدمشق بناء على دعوة رسمية من الاتحاد وكان عنوانها «التنمية وحقوق المواطن الاقتصادية»، طالب فيها دليلة بتفعيل حقوق المواطن المنصوص عليها في الدستور المعتمد رسميًا منذ عام 1973. اعتقل في 9/9/2001 بعد أسبوع على إلقائه محاضرة في منتدى الأتاسي بدمشق تحت عنوان «الاقتصاد السوري: مشكلات وحلول».

## كتبه وآثاره

### من بحوثه
- «مكانة الأفكار الاقتصادية لابن خلدون في الاقتصاد السياسي (بحوث الندوة العالمية الأولى لتاريخ العلوم عند العرب - جامعة حلب 1976)»
- «تقسيم العمل الدولي والمسألة السكانية (المؤتمر الإقليمي للسكان لدول غرب آسيا عمان 1984)» نظمته الاسكوا وجامعة الدول العربية وصندوق الأمم المتحدة للنشاطات السكانية.
- «العرب والنظام الدولي (في اطار الاعداد لاستراتيجية العمل الاجتماعي العربي المشترك - الجامعة العربية تونس 1984)»

### من مؤلفاته
- كتاب «نظرية القيمة» حلب 1978
- كتاب «بحث في الاقتصاد السياسي للتقدم والتخلف والنظام الاقتصادي العالمي» دار الطليعة بيروت-طبعة أولى 1982 وطبعة ثانية 1987.

### من تراجمه
- «مشكلات النقود والأنظمة التسليفية في الرأسمالية» دار الطليعة بيروت 1980
- «الكينزية الحديثة» دار الطليعة بيروت 1980
- «عبودية، اقطاعية، أم أسلوب إنتاج آسيوي» دار الطليعة بيروت 1980
- «التحليل الكلي» دار الفارابي بيروت
- سلسلة «دفاتر الاقتصاد» دار الفارابي بيروت

### من كتبه الجامعية
- «الاقتصاد السياسي» جامعة حلب 1976
- «تاريخ الوقائع والأفكار الاقتصادية» جامعة حلب 1977

### من مقالاته
مقالات في جريدة الثورة السورية:
- ملامح الإصلاح الاقتصادي في سورية محاوره واتجاهاته 1 (عمل دائم على طريق الصلاح الاجتماعي) 30/9/2001
- ملامح الإصلاح الاقتصادي في سورية محاوره واتجاهاته 2 (الإصلاح الممكن والمتابعة المطلوبة) 1/10/2000
- التبغ وإيرادات الموازنة العامة 9/11/2000

في جريدة الحياة اللبنانية: تقدم الإصلاح وتراجعه في تجربتي عامي 1980 و2000: كي لا يسخر التاريخ (9/ 3/ 2001)
مجلة العربي: العديد من المقالات ما بين (1982- 1986) ومنها:
- أسرار اللعبة الدولية لابتلاع فائض المال العربي: السلاح منشار مثلث الأطراف من الذهب والدولار والأوراق المالية.
- احذروا التلفزيون النيوتروني.

## نشاطاته ومحاضراته
- (أ) في ندوة الثلاثاء الاقتصادية التي تقيمها جمعية العلوم الاقتصادية السورية سنويا
  - ندوة عام 1986 - القطاع العام ودوره في التنمية
  - ندوة عام 1990 - الاقتصاد العربي وتقسيم العمل الدولي في التسعينات
  - ندوة عام 1992 - القطاع العام في سورية: الواقع والآفاق
  - ندوة عام 1994 - الكتلة النقدية في سورية
  - ندوة عام 1996 - السياسات الاقتصادية واقتصاد السوق في سورية
  - ندوة عام 1998 - التنمية وحقوق المواطن الاقتصادية
  - ندوة عام 1999 - عجز الموازنة وسبل معالجته
  - ندوة عام 2000 - القطاع العام في سورية، من الحماية إلى المنافسة
  - ندوة عام 2001 - البطالة والفقر أسبابهما وعلاجهما
- (ب) في منتديات ومؤتمرات آخرى:
  - بحث «الإصلاح الاقتصادي في القطر العربي السوري» - ندوة الإصلاحات الاقتصادية في الدول العربية (المعهد العربي للتخطيط بالكويت) 1987
  - الإطار القانوني والتشريعي لسياسات الاستثمار في سورية - الندوة الاقتصادية السورية الألمانية الأولى حول سياسات الاستثمار في سورية - دمشق 1995
  - الاندماج البشري: من عامل تكاملي مغفل إلى مدخل جديد فعال للاندماج الاقتصادي العربي - مؤتمر الاقتصاديين العرب (الرباط، المغرب) 1999
  - التجارة الخارجية ودورها في التنمية 2001 (منتدى الحوار الوطني - رياض سيف)
  - الاقتصاد السوري مشكلات وحلول 2/9/2001 (منتدى الحوار الديمقراطي - منتدى الأتاسي)

مقابلات ومشاركات تلفزيونية
- قناة الجزيرة - الاتجاه المعاكس: التطورات الثقافية والسياسية والاقتصدية في سورية 13/03/2001

بعض تصريحاته الأخيرة: 
القدس برس:
- لا أرى أي علاقة للانفتاح الخارجي على سورية بالوضع الداخلي 27/2/2009
- المعارضة السورية في الداخل لاتعول على الخارج 22/08/2009
- قناعاتنا تستند إلى أرض صلبة وحقائق وآمال 19/10/2009

## اعتقاله
في إبان ربيع دمشق عام 2000 /2001 وقع دليلة على البيانات المطالبة بالديمقراطية والإصلاح، وكان من نشطاء لجان إحياء المجتمع المدني.
اعتقل ما بين 9 أيلول (سبتمبر) 2001 حتى 7 آب (أغسطس) 2008 على خلفية محاضرة له بعنوان "الاقتصاد السوري ـ المشكلات والحلول"، وجهت إليه تهم إثارة النعرات الطائفية، والدعوة إلى عصيان مسلح، ومنع السلطات من ممارسة مهامها، ونشر معلومات كاذبة، والسعي إلى تغيير الدستور بطرق غير قانونية. ويزعم البعض أن السبب الرئيسي هو آرائه ضد الفساد ودعواته إلى إطلاق الحريات والعمل من أجل الإصلاح السياسي والاقتصادي.

## محاكمته
حوكم أمام محكمة أمن الدولة وصدر بحقه في 31 يوليو (تموز) 2002 حكم بالسجن مدة عشر سنوات مع الأشغال الشاقة. حيث أصدرت محكمة أمن الدولة العليا حكمها بالسجن عليه مدة عشر سنوات، بتهمة الاعتداء الذي «يستهدف تغيير الدستور بطرق غير مشروعة، وإلقاء الخطب بهدف لإثارة عصيان مسلح ضد السلطات الشرعية»، من جانبهم أكد محامو الدكتور عارف دليلة بأن التهم الموجهة إليه تفتقر الركن القانوني والركن المادي والركن المعنوي.

## وضعه الصحي
في نيسان أبريل 2002 تدهورت صحة دليلة نتيجة إصابته بخثرة دماغية، وأضرب عن الطعام مرات احتجاجا على حبسه ونقل إلى المستشفى لكنه أعيد ثانية إلى سجن عدرا حيث يقضي حكمه، وتذكر بعد المصادر أنه تعرض للضرب وسوء المعاملة أثناء احتجازه في سجن عدرا. تدهورت صحته مرة أخرى عام 2004، وفي 12 يوليو/تموز 2005، بدأ إضراباً عن الطعام احتجاجاً على حبسه وسوء المعاملة التي يتلقاها.
كما عبرت منظمة العفو الدولية، في بيان صدر عنها، عن قلقها «بشأن صحة عارف دليلة الذي تردد أنه يعاني من تصلب حاد في الشرايين ويحتاج إلى علاج طبي عاجل»، وأضافت أن لديها معلومات تشير إلى احتمال تعرضه لمعاملة سيئة.

## الإفراج عنه
أفرجت عنه السلطات يوم الخميس 7 أغسطس (آب) 2008.
أتى الإفراج عنه بعد حملة شنتها 26 منظمة حقوقية سورية وعربية ودولية في يوليو (تموز) 2008 طالبت فيها الحكومة بالإفراج عن دليلة بسبب تردي وضعه الصحي. وقد علق دليلة عقب الإفراج عنه بأن مواقفه ورؤاه لم تتغير وبأنه سيستمر في التعبير عنها. وأضاف بأن إطلاق سراحه لم يكن مشروطاً بسكوته. وقال دليلة لوكالة «رويترز» بعد إطلاق سراحه إن «تمضية كل هذا الوقت في السجن من غير أن أرتكب أي جريمة يفوق تصوري. أوضاعي الصحية كانت في تدهور، وأخيراً أطلقوني. كل ما أستطيع قوله الآن، الحمد لله». ونقلت عنه وكالة «الأسوشيتد برس»: «عدت إلى الحياة مجدداً.. صحتي جيدة.. ولكن.. أحتاج إلى عناية». وأضاف: «سأعود للقيام بدوري كمواطن معني بالشؤون العامة لبلادنا».

## وصلات خارجية
- منظمة العفو الدولية